# Helmer Stenros

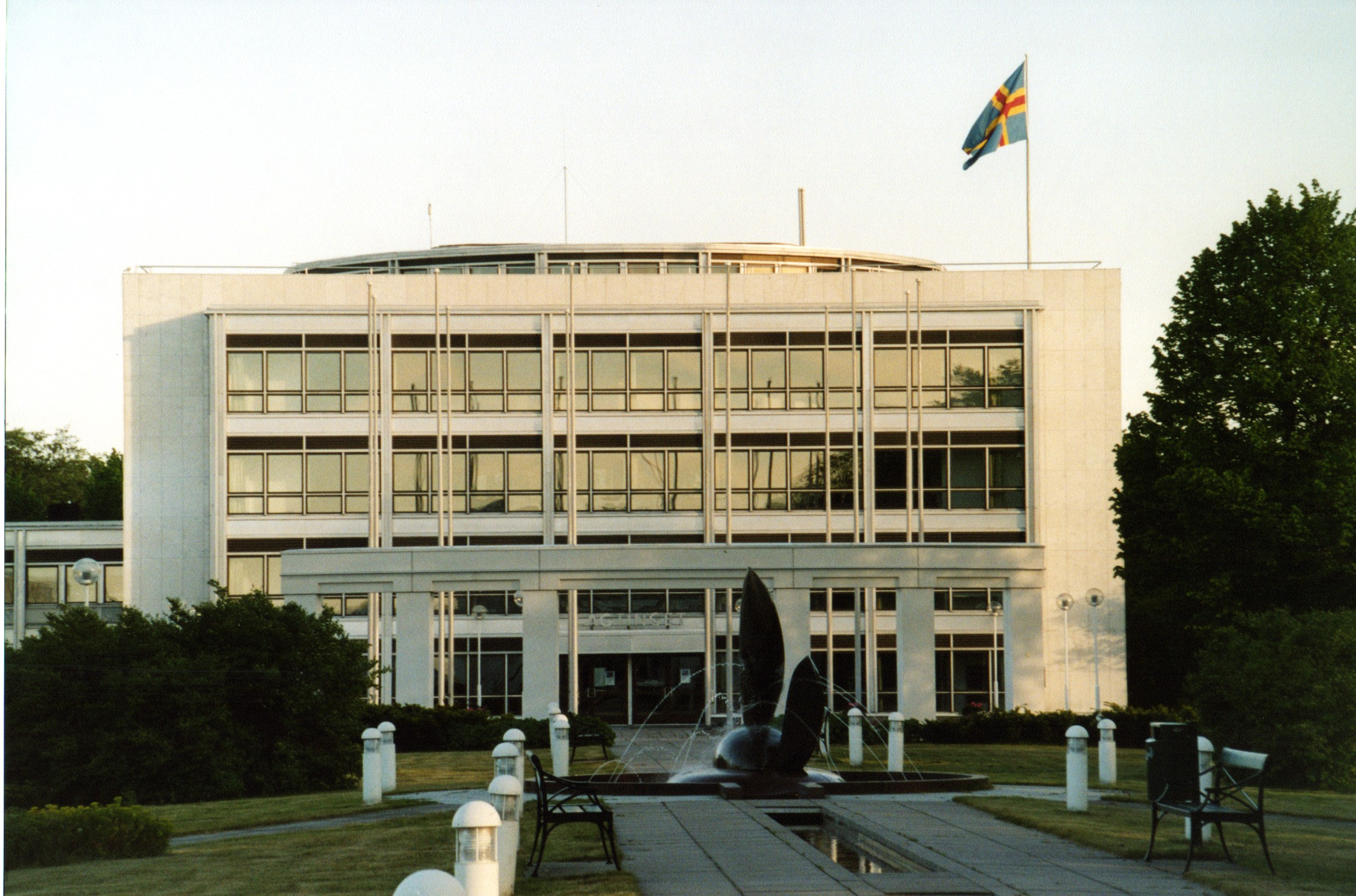
Självstyrelsegården i Mariehamn

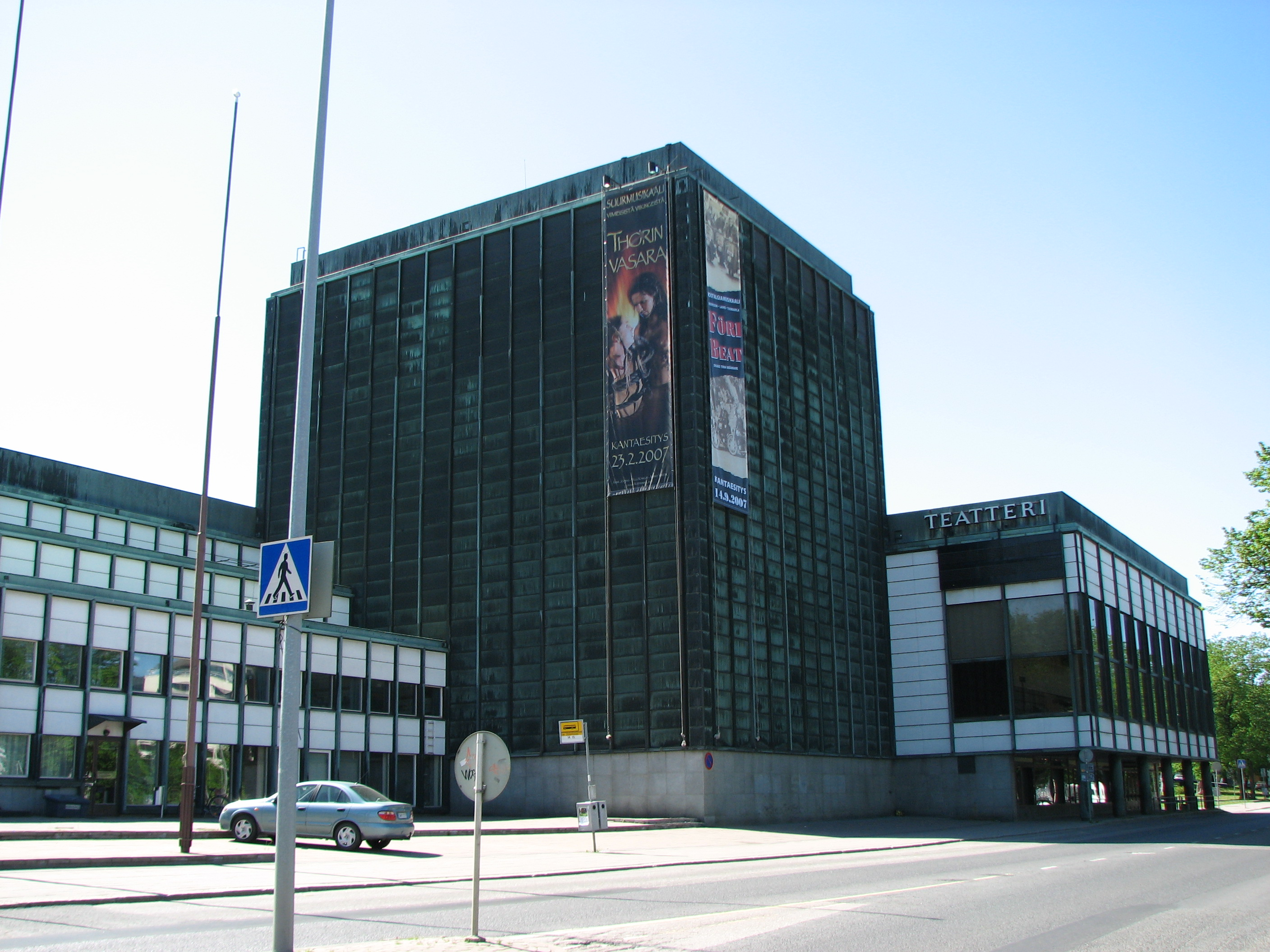
Åbo stadsteater, ritad av Helmer Stenros och Risto-Veikko Luukkonen.

Helmer Erik Stenros, född 24 juli 1929 i Pyttis, är en finländsk arkitekt. Han är gift med inredningsarkitekten Pirkko Stenros.
Stenros utexaminerades från Tekniska högskolan i Helsingfors 1955 och driver sedan 1957 egen arkitektverksamhet. Han var speciallärare vid Tekniska högskolan 1959–1961, tillförordnad professor i arkitektur vid Tammerfors tekniska högskola 1969–1971 och ordinarie professor där 1971–1992.

## Verk i urval
- Byggmästarnas hus i Helsingfors, 1961–1965
- Åbo stadsteater, tillsammans med Risto-Veikko Luukkonen och Aarne Hytönen, 1962
- Kuopio stadsteater, tillsammans med Risto-Veikko Luukkonen, 1963
- Åbo kanslihus, tillsammans med Risto-Veikko Luukkonen, 1967
- Alkos kursgård i Nordsjö, 1970
- Hotell Arkipelag i Mariehamn, 1973
- Självstyrelsegården i Mariehamn, 1978
- Ålands museum i Mariehamn, 1981
- K-institutet, Siikajärvi i Esbo, 1982
- Amer Sports huvudkontor i Kottby i Helsingfors, 1986